# Battaglia di Dornock
La battaglia di Darnock fu uno scontro delle guerre d'indipendenza scozzesi combattuto il 25 marzo 1333 a Dornock, in Scozia.

## Antefatto
Nel 1333 Edward Balliol, pretendente al trono scozzese, cercò il supporto di re Edoardo III d'Inghilterra per raggiungere il suo scopo, promettendo in cambio la regione di Lothian. Balliol tornò in Scozia e attaccò gli scozzesi a Berwick-upon-Tweed. Dopo diversi raids e contrattacchi da ambo le parti, il tentativo fallì e i ribelli scozzesi non guadagnarono terreno sul governo regio costituito.
Per tutta risposta, William di Lochmaben, Sir Ralph Dacre e Sir Anthony Lucy guidarono una forza di 800 uomini nel Dumfriesshire. William Douglas, signore di Liddesdale e 50 scozzesi con sir Humphrey Boys e sir Humphrey Jardine si mossero dalle loro posizioni per intercettare il nemico non conoscendone però propriamente le forze.

## La battaglia
Il 25 marzo 1333, le forze scozzesi intercettarono gli inglesi presso il villaggio di Dornock. Poco si sa della battaglia stessa, ma di sicuro fu particolarmente veloce, lasciando sul campo 24 scozzesi e lord Douglas venne fatto prigioniero. Gli inglesi riportarono solo due caduti.

## Conseguenze
Dopo lo scontro, l'esercito scozzese abbandonò il campo di battaglia e lord Douglas venne imprigionato per due anni per istruzioni precise di re Edoardo d'Inghilterra.
Nell'area dove si svolse la battaglia è ancora oggi noto un pozzo settecentesco chiamato il "pozzo della spada" probabilmente perché sul sito vennero ritrovati diversi artifatti relativi alla battaglia.